# Adjuvant pour produit phytosanitaire
Pour les articles homonymes, voir Adjuvant.
En agriculture, les adjuvants, tels que de l'« huile » ou divers types de surfactants, sont des substances qui renforcent l'action des produits phytosanitaires (notamment des herbicides systémiques, c'est-à-dire agissant sur toute la plante, par contact) en augmentant le pouvoir d'absorption du produit par la plante ou un insecte ou par le bois, etc. Les adjuvants renforcent la toxicité et l'écotoxicité des pesticides (dont produits phytosanitaires) en facilitant leur entrée dans les organismes vivants, y compris chez des espèces non-cibles souvent. 
Aux États-Unis, depuis 1997, l'Agence de protection de l'environnement (EPA, Environmental Protection Agency) invite les fabricants de pesticides à ne plus nommer ces adjuvants « matières inertes » (L'EPA précise qu'« il est important de noter que le mot inerte ne signifie pas que le produit chimique en question n'est pas toxique »), mais « ingrédient non actif » (non-active ingredients). 
Ces adjuvants ne sont généralement pas nommés sur l'étiquette du pesticide en raison du secret commercial ou d'un secret de fabrication. Ils peuvent parfois être plus toxiques que la matière active du pesticide rappelle l'EPA ; dans le cas, c'est l'étiquette de danger qui renseigne le consommateur. Les centres anti-poison peuvent avoir accès à la liste de certains composants afin de déterminer le meilleur antidote à donner à un patient qui se serait volontairement (tentative de suicide) ou accidentellement empoisonné avec ces produits. L'EPA a commencé à produire une base de données et une liste de produits autorisés aux États-Unis comme adjuvant in pesticides, et invite les producteurs qui le souhaitent à donner la liste des noms commerciaux des adjuvants qu'ils utilisent.